# Пельса
Пельса (швед. pölsa, досл. «ковбасняк») — традиційна північношведська страва, що нагадує шотландський хагіс. Основними інгредієнтами є печінка, серце, цибуля, ячмінна крупа і зазвичай мелений яловичий фарш або свинячий рублений фарш, змішаний з чорним перцем і майораном. Зазвичай подається з вареною або смаженою картоплею, маринованим буряком, а іноді й яєчнею.